# Klenica
Klenica (en alemán: Kleinitz) es un pueblo en el distrito administrativo de Gmina Bojadła, dentro del condado de Zielona Góra, voivodato de Lubusz, en el oeste de Polonia. Se encuentra aproximadamente a 5 kilómetros al noroeste de Bojadła y a 20 km al este de Zielona Góra.
El asentamiento más antiguo conocido en el área fue en el siglo VIII. La primera mención escrita de Klenica fue en 1424.
En 1787 Peter von Biron, último duque de Curlandia, adquirió la antigua finca jesuita junto con la vecina Wartenberg y la legó a su hija Dorothea en 1800. Klenica pasó más tarde a las familias nobles de Radziwiłł y Czartoryski.
Entre 1975 y 1998, el pueblo perteneció a la población administrativa del pueblo de Zielona Gora. El pueblo tiene una población de 1400 habitantes.
Olga Tokarczuk, ganadora del Premio Nobel de Literatura 2018, pasó su infancia en Klenica. Asistió al jardín de infantes y la escuela primaria locales.

## Residentes notables
- Ellen Rometsch (nacida 1936)
- Olga Tokarczuk (nacida 1962)